# Eurométropole de Strasbourg
Pour les articles homonymes, voir CUS, Eurométropole et EMS.
L'Eurométropole de Strasbourg (EMS) est une métropole française située dans la collectivité européenne d'Alsace. Créée le 4 décembre 1967 sous le nom de communauté urbaine de Strasbourg (CUS), elle devient une métropole le 1er janvier 2015.
Elle fait partie de l'Eurodistrict Strasbourg-Ortenau, un groupement européen de coopération territoriale qui administre une agglomération transfrontalière comptant plus d'un million d'habitants ainsi que du pôle métropolitain d'Alsace qui fédère les grandes intercommunalités alsaciennes.
Avec 517 386 habitants en 2022, elle est de loin l'intercommunalité la plus peuplée d'Alsace, de la région Grand Est et plus généralement du grand quart nord-est de la France.

## Histoire
Depuis le 4 décembre 1967, la ville de Strasbourg est le centre d'une communauté urbaine qui a été décidée par la loi 66-1069 du 31 décembre 1966.
En 1972, les services de l'administration de la mairie de Strasbourg et de la communauté urbaine de Strasbourg sont regroupés en une administration unique.
Le centre administratif de la communauté urbaine, situé parc de l'Étoile au nord du quartier de Neudorf à Strasbourg, est construit entre 1973 et 1976.
À la suite de la loi de réforme territoriale du 27 janvier 2014, la communauté urbaine de Strasbourg (CUS) devient l'Eurométropole de Strasbourg (EMS) le 1er janvier 2015,. Elle dispose de compétences élargies par rapport à une métropole classique.
Au 1er janvier 2017, les communes d'Achenheim, de Breuschwickersheim, Hangenbieten, Kolbsheim et d'Osthoffen rejoignent l'Eurométropole (toutes issues de l'ancienne communauté de communes les Châteaux et regroupant environ 6 500 habitants sur une superficie de 23,64 km2).
Fin 2019, les anciennes routes départementales relevant de la compétence de l'Eurométropole deviennent des routes métropolitaines (désignées par un cartouche bleu cyan avec le préfixe M).
Début 2021, les routes nationales (RN 4, RN 83, RN 353, RN 2350) et les autoroutes non concédées (A4, A35, A351) situées dans le territoire de l'Eurométropole sont déclassées et transférées dans la voirie métropolitaine.

### Évolution de l'identité visuelle

Le logo de la communauté urbaine de Strasbourg utilisé du début des années 1990 à 2010.
Le logo de la communauté urbaine de Strasbourg utilisé entre 2010 et le 31 décembre 2014.
Le logo de l'Eurométropole de Strasbourg utilisé depuis le 1er janvier 2015.

## Territoire métropolitain

### Géographie
Située au centre-est du département du Bas-Rhin, l'Eurométropole est composée de 33 communes et présente une superficie de 339,85 km2.

#### Établissements publics de coopération intercommunale limitrophes

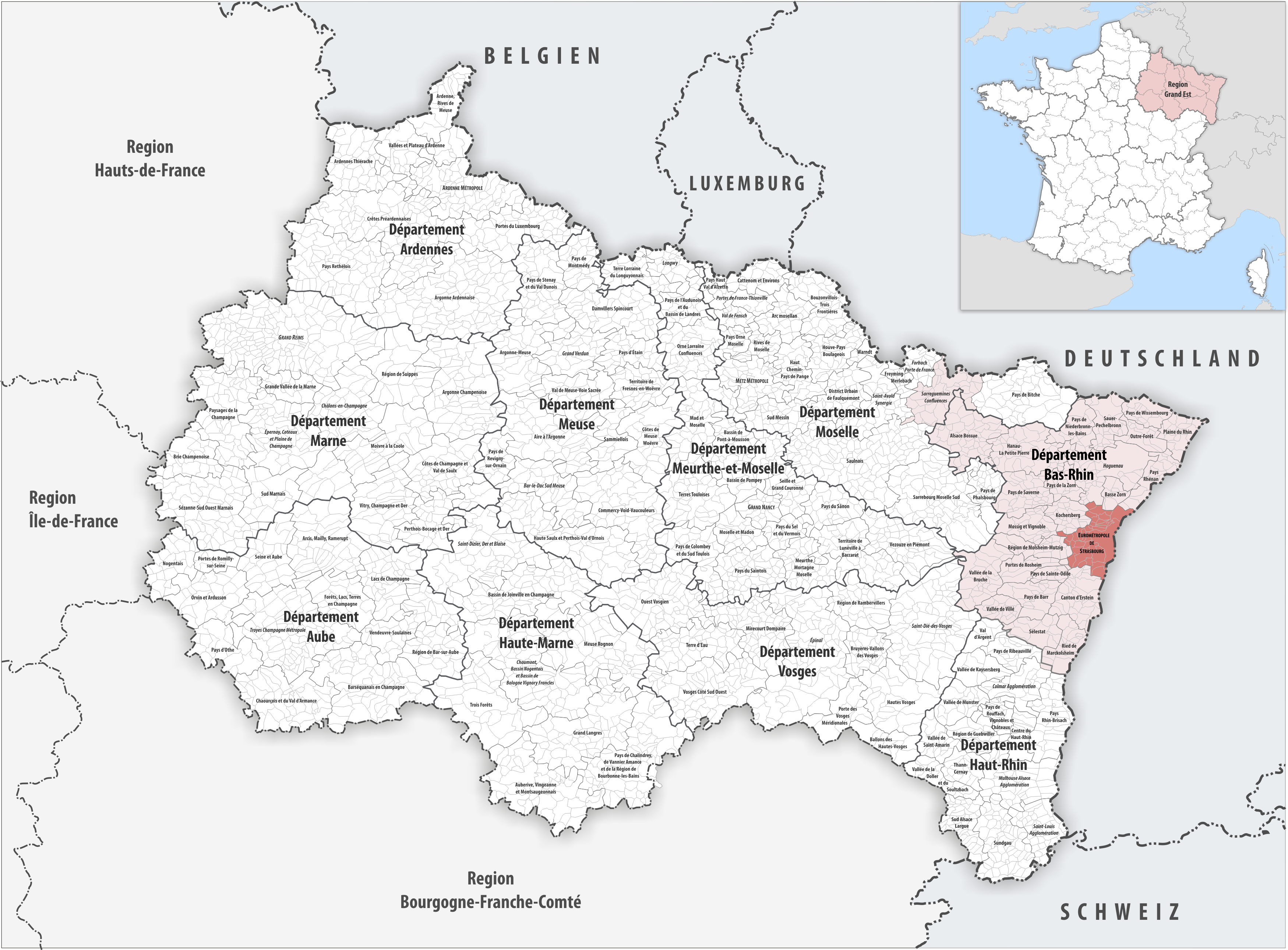
Eurométropole de Strasbourg au sein du Grand Est.

### Composition
La métropole est composée des 33 communes suivantes :

| Nom                    | Code Insee | Gentilé               | Superficie (km2) | Population (dernière pop. légale) | Densité (hab./km2) |
| ---------------------- | ---------- | --------------------- | ---------------- | --------------------------------- | ------------------ |
| Strasbourg (siège)     | 67482      | Strasbourgeois        | 78,26            | 291 709 (2022)                    | 3 727              |
| Achenheim              | 67001      | Achenheimois          | 6,03             | 2 570 (2022)                      | 426                |
| Bischheim              | 67043      | Bischheimois          | 4,41             | 18 289 (2022)                     | 4 147              |
| Blaesheim              | 67049      | Blaesheimois          | 9,96             | 1 408 (2022)                      | 141                |
| Breuschwickersheim     | 67065      | Breuschwickersheimois | 5,06             | 1 345 (2022)                      | 266                |
| Eckbolsheim            | 67118      | Eckbolsheimois        | 5,34             | 7 237 (2022)                      | 1 355              |
| Eckwersheim            | 67119      | Eckwersheimois        | 7,46             | 1 428 (2022)                      | 191                |
| Entzheim               | 67124      | Entzheimois           | 8,17             | 2 545 (2022)                      | 312                |
| Eschau                 | 67131      | Escoviens             | 11,83            | 5 847 (2022)                      | 494                |
| Fegersheim             | 67137      | Fegersheimois         | 6,25             | 5 769 (2022)                      | 923                |
| Geispolsheim           | 67152      | Geispolsheimois       | 21,95            | 7 759 (2022)                      | 353                |
| Hangenbieten           | 67182      | Hangenbietenois       | 4,11             | 1 788 (2022)                      | 435                |
| Hœnheim                | 67204      | Hœnheimois            | 3,42             | 11 413 (2022)                     | 3 337              |
| Holtzheim              | 67212      | Holtzheimois          | 6,91             | 3 890 (2022)                      | 563                |
| Illkirch-Graffenstaden | 67218      | Illkirchois           | 22,21            | 27 339 (2022)                     | 1 231              |
| Kolbsheim              | 67247      | Kolbsheimois          | 3,33             | 997 (2022)                        | 299                |
| Lampertheim            | 67256      | Lampertheimois        | 6,58             | 3 475 (2022)                      | 528                |
| Lingolsheim            | 67267      | Lingolsheimois        | 5,69             | 20 683 (2022)                     | 3 635              |
| Lipsheim               | 67268      | Lipsheimois           | 4,96             | 2 692 (2022)                      | 543                |
| Mittelhausbergen       | 67296      | Mittelhausbergeois    | 1,72             | 2 075 (2022)                      | 1 206              |
| Mundolsheim            | 67309      | Mundolsheimois        | 4,09             | 5 236 (2022)                      | 1 280              |
| Niederhausbergen       | 67326      | Infradomimontains     | 3,06             | 1 697 (2022)                      | 555                |
| Oberhausbergen         | 67343      | Oberhausbergeois      | 3,79             | 5 652 (2022)                      | 1 491              |
| Oberschaeffolsheim     | 67350      | Oberschaeffolsheimois | 7,56             | 2 578 (2022)                      | 341                |
| Osthoffen              | 67363      | Osthoffenois          | 5,11             | 809 (2022)                        | 158                |
| Ostwald                | 67365      | Ostwaldois            | 7,11             | 13 492 (2022)                     | 1 898              |
| Plobsheim              | 67378      | Plobsheimois          | 16,64            | 4 471 (2022)                      | 269                |
| Reichstett             | 67389      | Reichstettois         | 7,61             | 4 554 (2022)                      | 598                |
| Schiltigheim           | 67447      | Schilikois            | 7,63             | 34 382 (2022)                     | 4 506              |
| Souffelweyersheim      | 67471      | Souffelweyersheimois  | 4,51             | 8 182 (2022)                      | 1 814              |
| Vendenheim             | 67506      | Fédinois              | 15,89            | 6 005 (2022)                      | 378                |
| La Wantzenau           | 67519      | Wantzenauviens        | 25,39            | 5 879 (2022)                      | 232                |
| Wolfisheim             | 67551      | Wolfisheimois         | 5,57             | 4 191 (2022)                      | 752                |

### Démographie
| 1968    | 1975    | 1982    | 1990    | 1999    | 2006    | 2011    | 2016    | 2022    |
| ------- | ------- | ------- | ------- | ------- | ------- | ------- | ------- | ------- |
| 369 808 | 397 665 | 409 098 | 430 272 | 458 629 | 473 915 | 476 503 | 491 409 | 517 386 |

Au 1er janvier 2018, la ville de Strasbourg comptait à elle seule 57 % de la population totale de l'Eurométropole. Celle-ci concentre à elle seule 44 % de la population du Bas-Rhin, 26 % de la population d'Alsace et 9 % de la population du Grand Est.

## Organisation

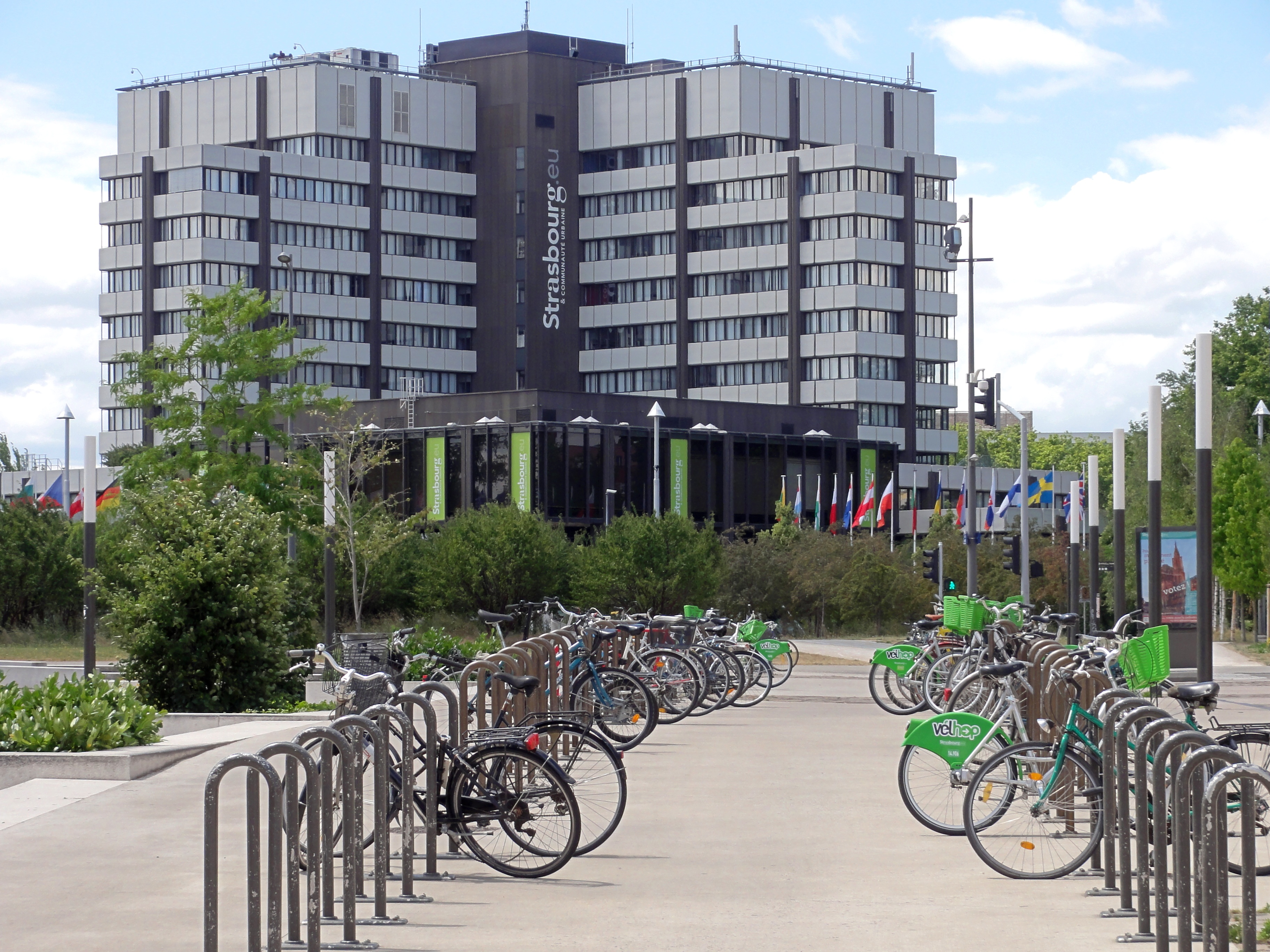
Centre administratif de la ville et de l'Eurométropole de Strasbourg.

Le siège de l'Eurométropole se situe au centre administratif de la Ville et de l'Eurométropole de Strasbourg au parc de l’Étoile.
L'organisation de l'Eurométropole est calquée sur celle des autres EPCI. Elle comprend :
- un organe délibérant : le conseil de l'Eurométropole. Il délibère et vote des décisions sur les sujets prévus à l'ordre du jour lors de séances publiques retransmises en direct sur internet. Les points de l'ordre du jour sont fixés par le président qui ont été auparavant discutés en séance non publique par :
  - le bureau, composé du président et des vice-présidents,
  - la commission plénière, qui réunit l'ensemble des élus eurométropolitains ;
- un organe exécutif : le président, aidé des vice-présidents. Il exécute les décisions du conseil de l'Eurométropole, il représente l'Eurométropole et est l'autorité hiérarchique des agents.

Il existe une commission permanente qui se réunit 10 fois par an pour faciliter la gestion de la collectivité. Celle-ci est composée du président, des vice-présidents et de membres du conseil eurométropolitain dont tous les maires de l'Eurométropole.
Différentes commissions thématiques sont également créées au sein du conseil.

### Élus
Le Conseil de l'Eurométropole est formé de 99 membres issus du suffrage universel direct par fléchage sur les listes des élections municipales. Son renouvellement intervient tous les 6 ans.
Le nombre de représentants des communes est proportionnel à leur importance démographique. Cependant, chaque commune doit être représentée par un conseiller et une commune ne peut avoir plus de la moitié des conseillers.
La répartition des conseillers de l'Eurométropole par commune est la suivante :
| Nombre de conseillers | Communes               |
| --------------------- | ---------------------- |
| 49                    | Strasbourg             |
| 7                     | Schiltigheim           |
| 6                     | Illkirch-Graffenstaden |
| 4                     | Lingolsheim            |
| 3                     | Bischheim              |
| 2                     | Hœnheim, Ostwald       |
| 1 (+1 suppléant)      | les 26 autres communes |

### Président et vice-présidents

Pia Imbs (2020).

Le conseil de l'Eurométropole élit en son sein la présidente et 20 vice-présidents qui forment le bureau.
|    | Nom | Nom                   | Parti | Début            | Fin              | Fonctions                      |
| -- | --- | --------------------- | ----- | ---------------- | ---------------- | ------------------------------ |
| 01 |     | Robert Herrmann       | PS    | 1er janvier 2015 | 31 décembre 2016 | Adjoint au maire de Strasbourg |
| 02 |     | André Bieth (intérim) | DVD   | 1er janvier 2017 | 5 janvier 2017   | Maire de Hangenbieten          |
| 03 |     | Robert Herrmann       | PS    | 5 janvier 2017   | 15 juillet 2020  | Adjoint au maire de Strasbourg |
| 04 |     | Pia Imbs              | DVC   | 15 juillet 2020  | en fonction      | Maire de Holtzheim             |

| Fonction            | Nom                      | Début           | Fin         | Autres fonctions politiques          |
| ------------------- | ------------------------ | --------------- | ----------- | ------------------------------------ |
| 1re vice-présidente | Jeanne Barseghian        | 15 juillet 2020 | En fonction | Maire de Strasbourg                  |
| Vice-présidente     | Danielle Dambach         | 15 juillet 2020 | En fonction | Maire de Schiltigheim                |
| Vice-président      | Syamak Agha Babaei       | 15 juillet 2020 | En fonction | Adjoint à la maire de Strasbourg     |
| Vice-président      | Vincent Debes            | 15 juillet 2020 | En fonction | Maire d'Hœnheim                      |
| Vice-présidente     | Anne-Marie Jean          | 15 juillet 2020 | En fonction | Conseillère municipale de Strasbourg |
| Vice-président      | Alain Jund               | 15 juillet 2020 | En fonction | Conseiller municipal de Strasbourg   |
| Vice-présidente     | Françoise Schaetzel      | 15 juillet 2020 | En fonction | Conseillère municipale de Strasbourg |
| Vice-président      | Thierry Schaal           | 15 juillet 2020 | En fonction | Maire de Fegersheim                  |
| Vice-présidente     | Fabienne Baas            | 15 juillet 2020 | En fonction | Maire d'Ostwald                      |
| Vice-présidente     | Suzanne Brolly           | 15 juillet 2020 | En fonction | Adjointe à la maire de Strasbourg    |
| Vice-président      | Philippe Pfrimmer        | 15 juillet 2020 | En fonction | Maire de Vendenheim                  |
| Vice-présidente     | Caroline Zorn            | 15 juillet 2020 | En fonction | Conseillère municipale de Strasbourg |
| Vice-président      | Valentin Rabot           | 15 juillet 2020 | En fonction | Maire d'Achenheim                    |
| Vice-présidente     | Cécile Delattre          | 15 juillet 2020 | En fonction | Maire d'Oberhausbergen               |
| Vice-présidente     | Nathalie Jampoc-Bertrand | 15 juillet 2020 | En fonction | Adjointe à la maire de Schiltigheim  |
| Vice-présidente     | Béatrice Bulou           | 15 juillet 2020 | En fonction | Maire de Mundolsheim                 |
| Vice-présidente     | Marie-Dominique Dreyssé  | 15 juillet 2020 | En fonction | Conseillère municipale de Strasbourg |
| Vice-président      | Pierre Roth              | 15 juillet 2020 | En fonction | Conseiller municipal de Strasbourg   |
| Vice-présidente     | Murielle Fabre           | 15 juillet 2020 | En fonction | Maire de Lampertheim                 |
| Vice-président      | Christian Brassac        | 15 juillet 2020 | En fonction | Conseiller municipal de Strasbourg   |

#### Présidents de la Communauté Urbaine de Strasbourg (CUS)
|    | Nom | Nom                 | Parti              | Début         | Fin              | Fonctions                      |
| -- | --- | ------------------- | ------------------ | ------------- | ---------------- | ------------------------------ |
| 01 |     | Pierre Pflimlin     | MRP puis UDF / CDS | 1967          | 1983             | Maire de Strasbourg            |
| 02 |     | Marcel Rudloff      | UDF / CDS          | 1983          | 1989             | Maire de Strasbourg            |
| 03 |     | Catherine Trautmann | PS                 | 1989          | 1997             | Maire de Strasbourg            |
| 04 |     | Roland Ries         | PS                 | 1997          | 2000             | Maire de Strasbourg            |
| 05 |     | Catherine Trautmann | PS                 | 2000          | 2001             | Maire de Strasbourg            |
| 06 |     | Robert Grossmann    | RPR puis UMP       | 2001          | 18 avril 2008    |                                |
| 07 |     | Jacques Bigot       | PS                 | 18 avril 2008 | 11 avril 2014    | Maire d'Illkirch-Graffenstaden |
| 08 |     | Robert Herrmann     | PS                 | 11 avril 2014 | 31 décembre 2014 | Adjoint au maire de Strasbourg |

### Compétences
La métropole exerce de plein droit, en lieu et place des communes membres, les compétences suivantes :
- compétences en matière de développement et d'aménagement économique, social et culturel :
  - les zones d'activité et l'insertion économique,
  - le soutien aux établissements d'enseignement supérieur de la recherche et de l'innovation,
  - la promotion du tourisme,
  - le parc des expositions, le palais de la Musique et des Congrès, le Zénith,
  - les médiathèques d'intérêt métropolitain et le réseau avec les bibliothèques des communes membres,
  - la participation au développement de l'audiovisuel, du cinéma et du multimédia,
  - les piscines, la patinoire Iceberg, le stade de la Meinau, le Rhénus Sport,
  - l'organisation des grandes manifestations sportives ;
- compétences en matière d'aménagement de l'espace métropolitain :
  - l'urbanisme, plan local d'urbanisme (PLU) et réserves foncières,
  - les réseaux de télécommunications et l'aménagement numérique,
  - la voirie et les parcs de stationnement,
  - la mobilité (tramway, autobus) ;
- compétences en matière de politique locale de l'habitat ;
  - la politique du logement, le logement social et l'hébergement d'urgence,
  - les aires d'accueil des gens du voyage,
- compétences en matière de politique de la ville :
  - l'animation et coordination des dispositifs contractuels de développement urbain,
  - les dispositifs locaux de prévention de la délinquance.
- compétences en matière de gestion des services d'intérêt collectif :
  - l'assainissement et l'eau,
  - le service extérieur des pompes funèbres, le pôle funéraire,
  - la fourrière automobile et la fourrière pour animaux ;
- compétences en matière de protection et de mise en valeur de l'environnement et de politique du cadre de vie :
  - la gestion des déchets ménagers,
  - la transition énergétique et le plan climat-énergie territorial,
  - les concessions de gaz et d'électricité,
  - la gestion des milieux aquatiques et prévention des inondations,
  - la lutte contre la pollution de l'air et contre les nuisances sonores,
  - le centre d'initiation à l'environnement.

## Culture, sports et loisirs
Parc des expositions, le palais de la Musique et des Congrès, le Zénith.
Piscines, la patinoire Iceberg, le stade de la Meinau, le Rhénus Sport.

## Mobilités
L'Eurométropole de Strasbourg est autorité organisatrice de la mobilité (AOM).
La Fédération française des usagers de la bicyclette est basée à Strasbourg. L'Eurométropole est à la jonction de trois corridors du réseau transeuropéen de transport (connu sous l'acronyme anglophone TEN-T) :  le corridor atlantique (en), le corridor Rhin-Alpes (en) et celui reliant le Rhin au Danube.
Une étude de The Shift Project datant de 2020 brosse le tableau d'un territoire fragmenté, marqué par les stigmates de l'histoire : glacis militaires, infrastructures ferroviaires, puis infrastructures autoroutières.

### Transport routier
Les voitures sont la première source de pollution sonore dans la métropole de Strasbourg.
L'autoroute M35 joue différents rôles : elle autorise les flux radiaux vers Strasbourg, l'accès aux autres territoires depuis l'extérieur de la métropole de Strasbourg, mais également les déplacements inter-métropolitains non centrés et les déplacements inter-quartiers. Dans la traversée du territoire métropolitain, une voie de l'autoroute M35 a été réservée au covoiturage et aux transports en commun routiers. La vitesse de circulation a été abaissée à 70 km/h selon les tronçons et les tranches horaires tandis que les camions en transit doivent obligatoirement emprunter l'A355,. D'après l'Agence de développement et d'urbanisme de l'agglomération strasbourgeoise, le bilan global du trafic cumulé sur l'A355 et la M35, avec un réseau routier devenu plus attractif, montre une légère augmentation de 1,6 %. Face au regain d'autosolisme dû au renforcement de l'« efficacité du réseau autoroutier strasbourgeois et notamment sa régularité », le développement du Réseau express métropolitain européen (REME) s'avère selon elle nécessaire, même s'il faut veiller aux effets rebond.
En 2024, le réaménagement prévu de la M35 n'a pas été mis en place.
Le Conseil de développement de la métropole de Strasbourg appelle au développement du covoiturage entre domicile et lieu de travail, dans les secteurs où « la mise en place de transports en commun n’est pas possible » ou « est prévu[e] mais non encore opérationnel[le] ».
Dans le cadre de la végétalisation (et donc la diminution des places de parking en surface), les mobilités actives, le transport à la demande (TAD) et les transports en commun (dont le REME) s'avèrent indispensables.

### Transports en commun

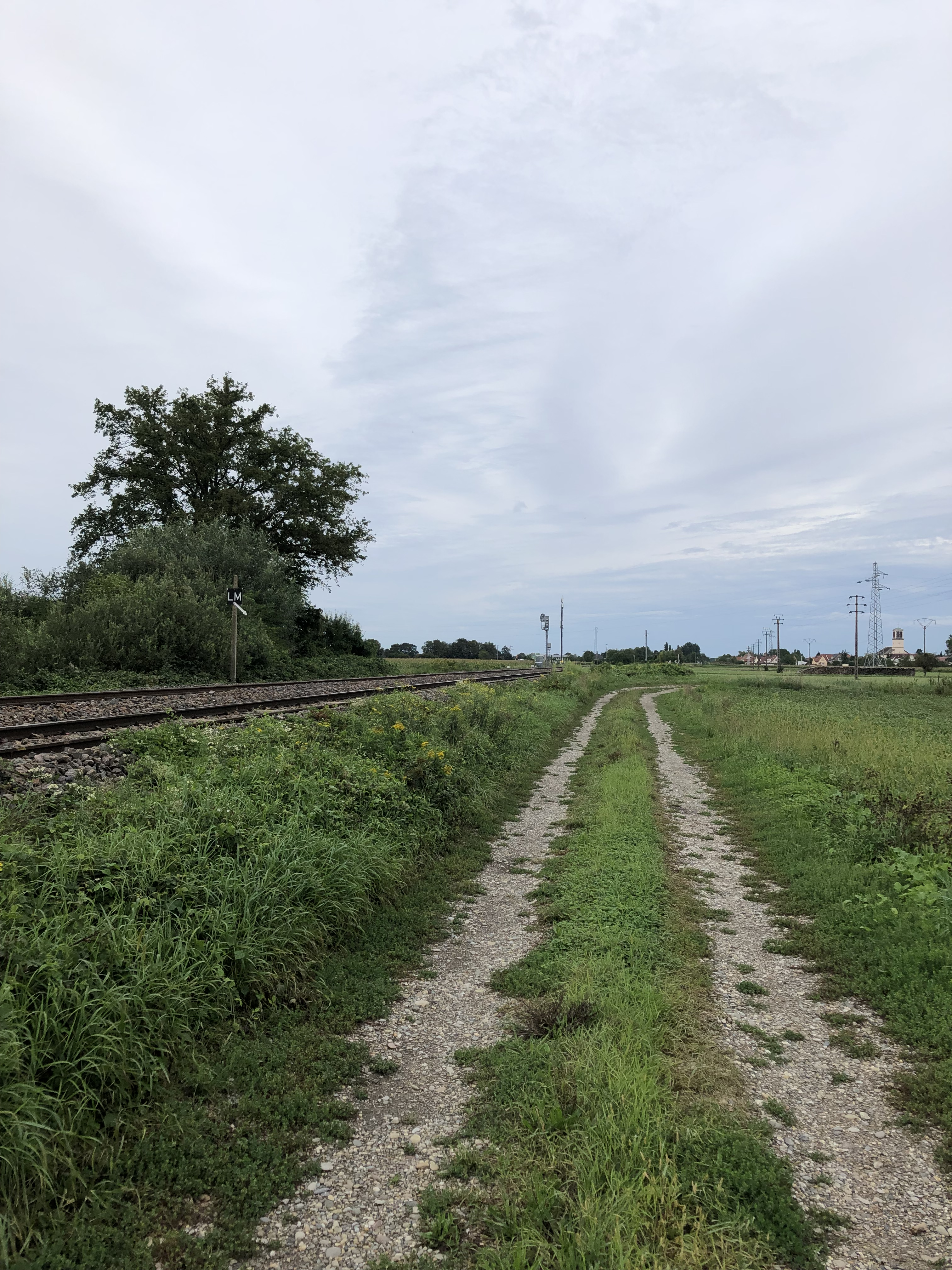
Ligne de chemin de fer non électrifiée à La Wantzenau, en bordure de champs.

Depuis 2024, un pôle d'échanges multimodal sur l'autoroute A351 permet de passer de l'autocar au tramway.
Rejeté par la commission d'enquête, le projet de tram Nord, en direction de Schiltigheim, ne pourra vraisemblablement pas être concrétisé pendant l'actuelle mandature. En effet, son coût aurait été trop élevé, la facture aurait presque doublé, passant de 140 à 268 millions d’euros.

#### Transport à la demande
La métropole de Strasbourg étend le réseau de transport à la demande jusqu'à sa seconde couronne, et même au-delà, car la commune de Hœrdt, siège de la communauté de communes de la Basse-Zorn, est incluse dans le dispositif,. Les trajets font l'objet d'une optimisation rendue possible grâce à un algorithme d'intelligence artificielle, développé par le Laboratoire lorrain en informatique et ses applications (LORIA), sis à Vandœuvre-lès-Nancy.

#### Service express régional métropolitain
Un service express régional métropolitain (SERM), le REME, est mis en place à partir de décembre 2022,. Le réseau s'étend en 2022 sur la ligne traversante Saverne-Sélestat, ainsi que sur les lignes Strasbourg-Haguenau et Strasbourg-Molsheim.
La métropole envisage la création de trois lignes de covoiturage : Schiltigheim (Espace européen de l'entreprise)-Hochfelden, Strasbourg (Hautepierre)-Willgottheim et Illkirch-Graffenstaden (Parc d'innovation)-Boofzheim.

### Mobilités actives

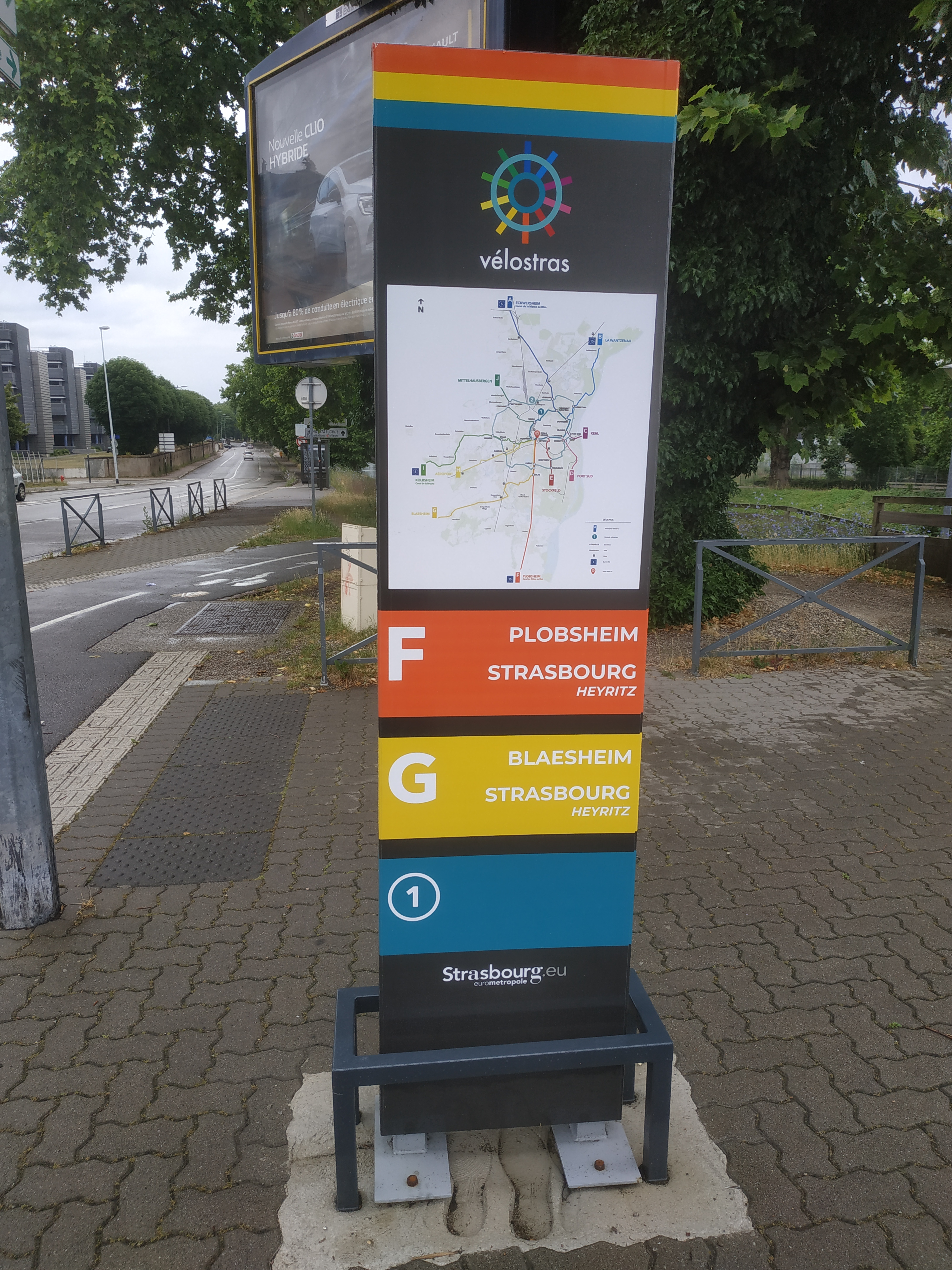
Panneau indicateur du réseau Vélostras, concernant les lignes F et G.

En matière de mobilités actives, Strasbourg est une ville pionnière du développement de la bicyclette,,. La métropole entend développer les mobilités actives (marche et vélo) à tout le territoire dans le cadre du Plan d'Action pour des Mobilités Actives (PAMA) :
« la métropole de Strasbourg va mettre à disposition des communes des compétences et des ressources humaines importantes et des équipements. En contrepartie, les communes doivent s’engager à relayer l’action de la métropole de Strasbourg auprès de leurs populations […] ».
Un plan vélo intéressant l'entièreté de la métropole a été voté en juin 2021. Il intègre notamment la mise en place d'un réseau express vélo de 12 lignes nommé Vélostras.
L'association CADR67 organise des « vélos-écoles » pour se remettre en selle.
La voie fluviale et les vélos cargos permettent de transporter les marchandises sur les derniers kilomètres.

### Impact énergétique et climatique des transports
| -                              | Transports routiers | Autres transports |
| ------------------------------ | ------------------- | ----------------- |
| Carburant (GWh)                | 2 477               | 63                |
| Électricité (GWh)              | 7                   | 54                |
| Gaz à effet de serre (ktéqCO2) | 621                 | 16                |

## Coopération et regroupements administratifs

### Pôle métropolitain d'Alsace
L'Eurométropole de Strasbourg fait partie du pôle métropolitain d'Alsace qui fédère les grandes intercommunalités alsaciennes depuis 2012.

### Eurodistrict
L'Eurodistrict Strasbourg-Ortenau est une intercommunalité transfrontalière composée de l'Eurométropole de Strasbourg, de la communauté de communes du Canton d'Erstein et de l'arrondissement allemand de l'Ortenau. Ce groupement européen de coopération territoriale, créé en février 2010, succède à une convention de coopération datant de 2005. Il coordonne, gère des compétences et met en place des projets communs (transport, urbanisme, éducation, santé, formalités administratives, tourisme, l'environnement, etc). Le territoire de l'Eurodistrict regroupe 112 communes et plus d'un million d'habitants.
Le conseil de l’Eurodistrict souhaiterait obtenir une délégation en matière de liaisons transfrontalières sur son territoire.
Le traité franco-allemand d’Aix-la-Chapelle le permettant, le conseil a voté la signature prochaine d’une convention entre l’Ortenaukreis (autorité organisatrice de transports) et l’Eurodistrict. Mais il reste à convaincre la région Grand Est de faire de même.

## Environnement
Le pôle de la biodiversité de la fédération française des associations de protection de la nature et de l'environnement France Nature Environnement sera basé à Strasbourg.

### Éducation à la nature et à l'environnement

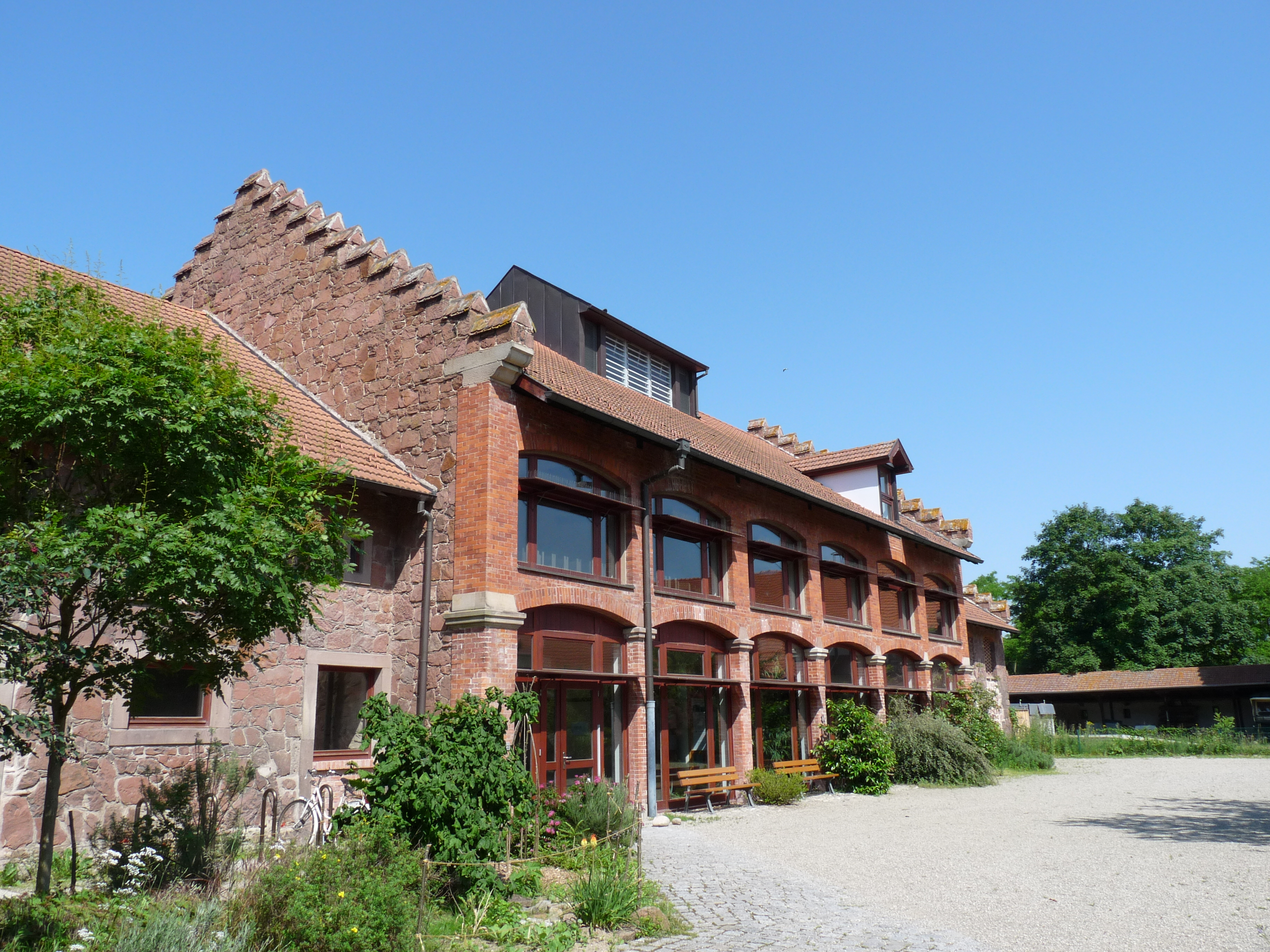
Centre d'initiation à la nature et à l'environnement de Bussierre.

Le Centre d'initiation à la nature et à l'environnement de Bussierre (CINE), installé dans l'ancienne ferme de Bussierre, dispose maintenant d'une salle pédagogique dans le parc de l'Orangerie.
Le CINE de Bussierre assure également le pilotage du réseau d'Éducation à la nature et à l'environnement de l'Eurométropole de Strasbourg, en lien avec de nombreuses associations.

### Espaces naturels et aménagement du territoire
Le territoire compte quatre réserves naturelles, à savoir :
- Réserve naturelle régionale de la Ballastière de Reichstett ;
- Réserve naturelle nationale de l'île du Rohrschollen ;
- Réserve naturelle nationale du massif forestier de Strasbourg-Neuhof/Illkirch-Graffenstaden ;
- Réserve naturelle nationale du massif forestier de la Robertsau et de La Wantzenau.

Le grand hamster d'Alsace est aujourd'hui dans une situation critique. Selon Reporterre, les mesures de compensation écologique mises en place lors de grands travaux ne sont pas satisfaisantes.
Le nouvel exécutif entend réduire la construction de logements neufs, pour rénover des logements anciens.

### Eau et assainissement

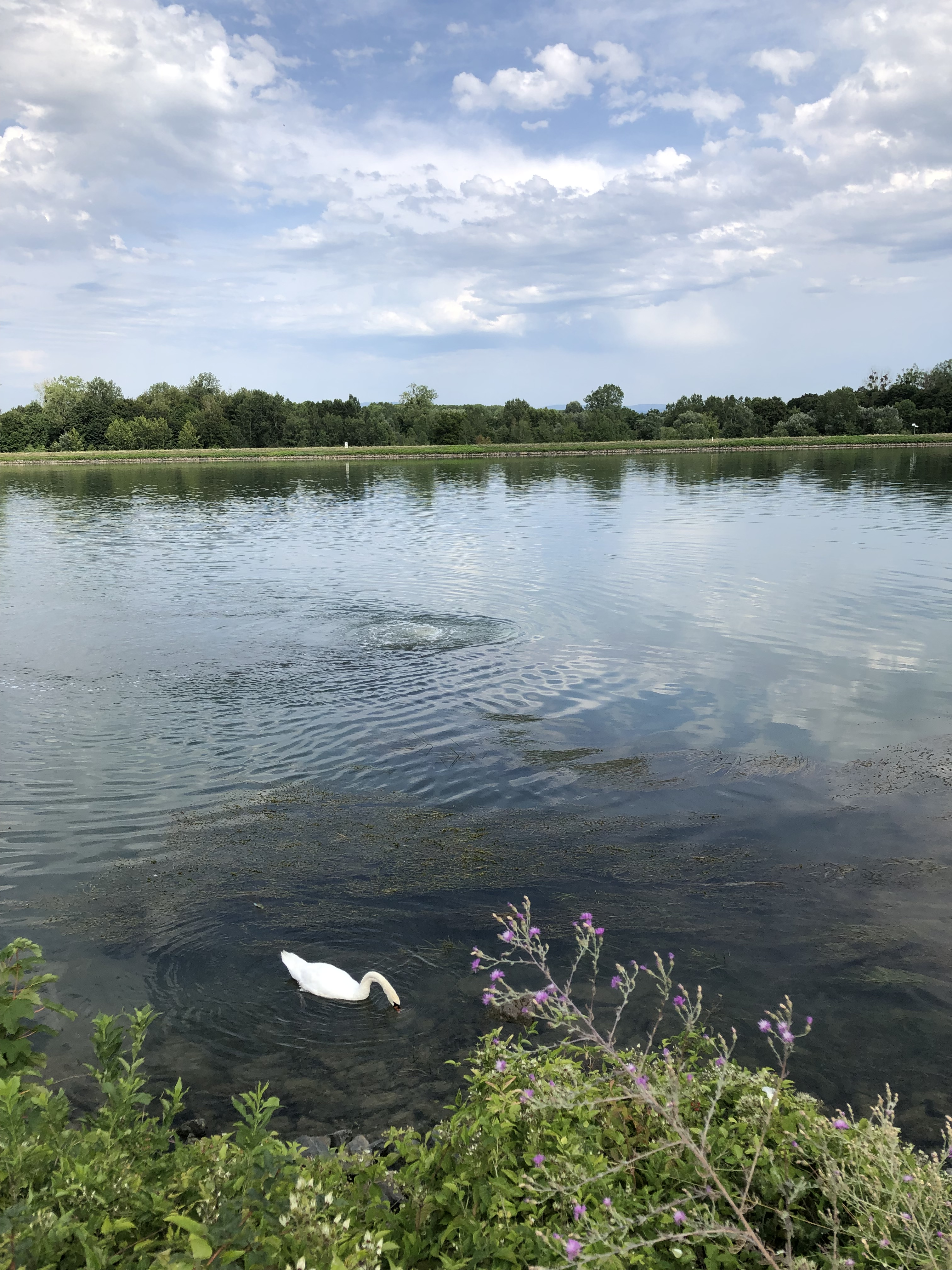
Là où l'eau de la station d'épuration est rejetée dans le Rhin se forment des tourbillons.

L'Eurométropole de Strasbourg constitue un territoire à risques importants d'inondation (TRI).
Outre la station d'épuration de Strasbourg-La Wantzenau, la métropole de Strasbourg compte deux plus petites stations d'épuration à Achenheim et Plobsheim.
Le développement aussi bien de la géothermie profonde que des pompes à chaleur sur nappe doit mener à des réflexions sur la qualité de la nappe phréatique,.
La ville de Strasbourg étudie la possibilité de baignade dans l'Ill à proximité du Herrenwasser, ainsi que la mise en place de piscines flottantes, éventuellement à accès payant. Elles seraient situées à proximité du musée d'Art Moderne, pour l'Ill, et dans le jardin des Deux Rives, pour le Rhin.

### Déchets
À l'instar de l'assainissement, la métropole de Strasbourg est responsable de la gestion des déchets sur le territoire.
Les déchets dangereux des ménages (DDM) font l'objet d'une collecte spécifique, car ils peuvent polluer les sols et l'eau.

#### Recyclage
Les déchets triés effectuent un plus ou moins long voyage: les papiers sont recyclés en Allemagne ou à Strasbourg, les déchets métalliques à haute teneur en fer sont traités au Luxembourg tandis que les déchets métalliques à haute teneur en aluminium sont acheminés vers Isigny-le-Buat. Les verres sont expédiés vers Gironcourt-sur-Vraine ou la région lyonnaise. La gestion des déchets en plastique est plus compliquée, et problématique.
Les déchèteries ont permis de collecter 48 626 tonnes. La métropole noue des partenariats avec Emmaüs Strasbourg, et Envie Strasbourg permettant la réutilisation de divers objets déposés en déchèterie. Les bouchons en liège sont collectés par Epilepsiezentrum Kork.

### Air
La pollution de l'air, qui concerne la plaine d'Alsace, a des répercussions sur la santé. L'incinérateur de Strasbourg fait l'objet d'une « surveillance renforcée » en raison des dépassements des seuils d'émission de dioxine.
Une association de médecins Strasbourg Respire exige l'arrêt immédiat des centrales à biomasse, qu'elle juge extrêmement nocives en matière de pollution de l'air (voir aussi Bois-énergie : Caractère renouvelable).

### Énergie et climat
L'Eurodistrict Strasbourg-Ortenau édite un livret bilingue sur les petits gestes en faveur du climat. La métropole de Strasbourg se dote d'une Agence locale de l’énergie et du climat (ALEC). Un plan climat-air-énergie voit le jour.
Le quartier des Deux-Rives représente le principal îlot de chaleur urbain de l'agglomération. Pour s'adapter au changement climatique, la municipalité entend végétaliser les places et la voirie.

#### Réseaux de chaleurs
Deux réseaux de chaleur sont majoritairement alimentés en bois.
L'aciérie kehloise Badische Stahlwerke (de) va délivrer, dès 2021, 45 GWh de chaleur par an au réseau de chaleur de Strasbourg, grâce à un caloduc construit sous le Rhin. Jusqu'à présent, cette chaleur fatale était perdue,. La société d'économie mixte Calorie Kehl-Strasbourg est créée à cet effet.

#### Géothermie profonde et lithium
La métropole de Strasbourg envisage le développement de « réseaux de chaleur vertueux » grâce la géothermie profonde. Par ailleurs, on estime qu'à grande profondeur, le sous-sol de la plaine d'Alsace, et de la plaine du Rhin supérieur plus généralement recèle du lithium. Possédant dix centrales géothermiques profondes, l'Alsace pourrait en produire 15 000 tonnes par an. Dans son rapport intitulé « The Role of Critical Minerals in Clean Energy Transitions » publié en 2021, l'Agence internationale de l'énergie (AIE) alerte sur les risques de pénuries de certains matières premières critiques en raison de la transition énergétique, et en particulier du développement des voitures électriques.
Mais les puits de géothermie profonde, qui partent de Vendenheim, génèrent une circulation d'eau à très grande profondeur sous l'usine Seveso seuil haut Arlanxeo à La Wantzenau. La multiplication des séismes induits par l'activité humaine suscite l'ire des habitants et des élus,,,.

#### Statistiques
Dans le cadre du schéma régional d'aménagement, de développement durable et d'égalité des territoires (SRADDET) du Grand Est, ATMO Grand Est tient à jour les statistiques énergétiques  des établissements publics de coopération intercommunale de la collectivité européenne d'Alsace sous forme de diagramme de flux.
L'énergie finale annuelle, consommée en 2022, est exprimée en gigawatts-heures,.
| -                          | GWh   |
| -------------------------- | ----- |
| Électricité                | 3 375 |
| Carburants ou combustibles | 6 761 |
| Chaleur primaire           | 783   |

L'énergie produite en 2022 est également exprimée en gigawatts-heures.
| -                          | GWh |
| -------------------------- | --- |
| Électricité                | 693 |
| Carburants ou combustibles | 84  |
| Chaleur primaire           | 374 |

Les gaz à effet de serre sont exprimés en kilotonnes équivalent CO2.
| -                     | ktéqCO2 |
| --------------------- | ------- |
| Liées à l'énergie     | 1 684   |
| Non liées à l'énergie | 197     |